# Crossroads 2: Live in the Seventies
Crossroads 2: Live in the Seventies ist ein Box-Set-Kompilationsalbum des britischen Rockmusikers Eric Clapton. Es erschien unter dem Label Polydor im April 1996. Das Album enthält Live-Aufnahmen aus den Jahren 1974 bis 1978.

## Rezeption und Auszeichnungen
Allmusic-Kritiker Stephen Thomas Erlewine notierte, dass dieses Album eher etwas für „Sammler“ sei, jedoch auch „ein wenig Gold“ enthalte. Insgesamt vergab er drei von fünf möglichen Bewertungseinheiten für die Aufnahme. Das Album erreichte Platz 137 der Billboard 200.

## Titelliste
CD 1
1. Walkin’ Down the Road (Paul Levine, Alan Musgrove) – 5:15
2. Have You Ever Loved a Woman (Billy Myles) – 7:41
3. Willie & the Hand Jive / Get Ready (Johnny Otis / Clapton, Yvonne Elliman) – 11:42
4. Can’t Find My Way Home (Steve Winwood) – 5:19
5. Driftin’ Blues / Ramblin’ on My Mind (Johnny Moore, Charles Brown, Eddie Williams, Robert Johnson) – 11:36
6. Presence of the Lord (Clapton) – 8:48
7. Rambling on My Mind / Have You Ever Loved a Woman (Johnson, Myles) – 8:16
8. Little Wing (Jimi Hendrix) – 6:43
9. The Sky Is Crying / Have You Ever Loved a Woman / Rambling on My Mind (Elmore James, Myles, Johnson) – 7:39

CD 2
1. Layla (Clapton, Jim Gordon) – 5:38
2. Further on Up the Road (Joe Medwick, Don Robey) – 4:31
3. I Shot the Sheriff (Bob Marley) – 10:21
4. Badge (Clapton, George Harrison) – 10:42
5. Driftin’ Blues (Moore-Brown-Williams) – 6:58
6. Eyesight to the Blind / Why Does Love Got to Be So Sad? (Sonny Boy Williamson, Clapton, Bobby Whitlock) – 24:19

CD 3
1. Tell the Truth (Clapton, Whitlock) – 8:57
2. Knockin' on Heaven's Door (Bob Dylan) – 5:20
3. Stormy Monday (T-Bone Walker) – 13:02
4. Lay Down Sally (Clapton, Marcy Levy) – 5:23
5. The Core (Clapton, Levy) – 9:13
6. We’re All the Way (Don Williams) – 2:55
7. Cocaine (J.J. Cale) – 6:37
8. Goin’ Down Slow / Rambling on My Mind (St. Louis Jimmy Oden) – 13:45
9. Mean Old Frisco (Arthur Crudup) – 5:53

CD 4
1. Loving You Is Sweeter Than Ever (Ivy Jo Hunter, Stevie Wonder) – 4:23
2. Worried Life Blues (Big Maceo Merriweather) – 5:58
3. Tulsa Time (Danny Flowers) – 4:31
4. Early in the Morning (Traditional) – 6:19
5. Wonderful Tonight (Clapton) – 6:24
6. Kind Hearted Woman (Johnson) – 5:17
7. Double Trouble (Otis Rush) – 11:06
8. Crossroads (Johnson) – 5:20
9. To Make Somebody Happy (Clapton) – 5:11
10. Cryin’ (Clapton) – 2:54
11. Water on the Ground (Clapton) – 2:59